# Солёнов, Кирилл Алексеевич
Кири́лл Алексе́евич Солёнов (род. 25 марта 1985, Москва) — российский режиссёр, актёр, сценарист, диктор, член гильдии неигрового кино и тв.

## Биография
Родился 25 марта 1985 года в Москве.
Окончил режиссёрский факультет РАТИ в 2007 году (курс Марка Захарова).
Основатель и учредитель компании «Творческая Мастерская Кирилла Солёнова». 
Российский режиссёр кино и театра — обладатель премии «Дебют» во Франкфурте за лучшую режиссёрскую работу.
Более десятка снятых рекламных роликов, телевизионных сериалов и несколько короткометражных фильмов за плечами Кирилла. Член гильдии режиссёров неигрового кино и телевидения.
Как актёр получил широкую известность после роли Никиты в телесериале «Клуб».

## Творческая деятельность

### Театральные работы

#### Театр-студия «Рампа»
- «Тряпичная кукла» (по пьесе Уильяма Гибсона, режиссёр Любовь Павлова) — Энди
- «Вкус мёда» (по пьесе Шейлы Дилени, режиссёр Любовь Павлова) — Джеффри
- «Предание о начале Москвы» (по пьесе Владимира Каравашкина и Андрея Горбунова, режиссёр Любовь Павлова) — Олег Рязанский (предатель)
- «Чайка» (по пьесе А. П. Чехова, режиссёр Любовь Павлова) — Константин Гаврилович Треплев
- «Беда от нежного сердца» (по водевилю В. А. Соллогуба, режиссёр Александр Леонов) — Сашенька

#### Дипломные спектакли
- «Бригадир» (по мотивам комедии Д. И. Фонвизина, режиссёр Ованес Петян) — Розмарин
- «Идиот» (по роману Ф. М. Достоевского, режиссёр Дмитрий Ратомский) — Гаврила (Ганя) Ардалионович Иволгин
- «Месяц в деревне» (по пьесе И. С. Тургенева, режиссёр Вячеслав Тыщук) — Михаила Александрович Ракитин
- «Невольницы» (по комедии А. Н. Островского, режиссёр Сергей Филиппов) — Артемий Васильич Мулин
- «Оглянись во гневе» (по пьесе Джона Осборна, режиссёр Сергей Филиппов) — Джимми
- «Пиковая дама» (по повести А. С. Пушкина, режиссёр Андрей Абашкин) — Герман
- «Чайка» (по пьесе А. П. Чехова, режиссёр Сергей Филиппов) — Борис Алексеевич Тригорин

#### Московский драматический театр им. К. С. Станиславского
- «Фортинбрас спился» (по пьесе Тадеуша Главацкого, режиссёр Татьяна Ахрамкова) — Мортинбрас (первый акт), Гамлет (второй акт)

#### Московский театр комедии и клоунады «Грим Масса»
- «Дневник незамужней девушки эмо» (по мотивам рассказа Альфреда Штейна, режиссёр Павел Иванов) — Мент

#### Московский (независимый) театр «Мир искусства»
- «И свет не пощадил, и Бог не спас» (по драме Александра Кравцова, режиссёр Александр Кравцов) — Михаил Юрьевич Лермонтов

#### Театральная компанияСергея Алдонина
- «Мастер и Маргарита» (по мотивам черновиков романа М. А. Булгакова, режиссёр Сергей Алдонин) — Кот Бегемот/Иуда
- «Ромео и Джульетта» (по трагедии Уильяма Шекспира, режиссёр Сергей Алдонин) — Синьор Капулетти

## Фильмография
- 2000 — Трое против всех
- 2002 — Московские окна 2
- 2004—2013 — Кулагин и партнёры
- 2006 — Мишель — трагедия поэта — Миша
- 2007 — Солдаты — 13
- 2007 — Криминальное видео
- 2008 — Прикоснуться к звезде — Макс (главная роль)
- 2008 — Кремлёвские курсанты — Владимир
- 2008—2009 — Клуб — Ник (главная роль)
- 2010 — Дикий 2
- 2010 — Цепь — главная роль — Роман Орлов
- 2011 — Группа счастья
- 2012 — Пятницкий — 2 — Мессия (серия 30)
- 2013 — Мент в законе 7

## Режиссёр
- 2010 — Дикий
- 2012 — Пятницкий
- 2014 — Волчица
- 2015 — Там, где сердце - документальный фильм
- 2015 —  Пока я спала - телесериал
- 2016 — 12/32 короткометражный фильм
- 2016 — Искушение
- 2016 — Простые сложности
- 2017 — CINARTA
- 2017 — Ангелы больше не летают

## Сценарист
- 2015 — Пока я спала
- 2015 — Там, где сердце
- 2016 — 12/32
- 2016 — Простые сложности
- 2017 — Ангелы больше не летают

## Награды
- 2018 — Ангелы больше не летают

• Международный фестиваль «ЗА» - приз зрительских симпатий
• фестиваль «Фундук» - лучшая режиссёрская работа
• международный фестиваль «Encoutec» - актёрский дуэт

## Дискография
- 2006 — Я вижу все (альбом группы «Нездешний»)
- 2007 — Симпатии (альбом авторской песни драматического актера).
- 2012 — A Tribute to Чёрный Обелиск XXV (компания CD-MAXIMUM)
- 2012 — Звёздный дождь (сингл группы «Ветви прошлого». Компания SounAge)
- 2014 — Чёрно-белые люди (альбом группы «AVANTSCENE». Компания Avantscene music) релиз 14 февраля 2014 года
- 2014 — И пока мы здесь… (сингл группы «AVANTSCENE». Компания Avantscene music) релиз 09 мая 2014 года
- 2015 - Медленно (сингл группы «AVANTSCENE». Компания Avantscene music)

## Дополнительные факты
Кирилл Солёнов работает диктором на телевидении и радио. В одно время был голосом канала ТНТ в 2008 году. Много рекламных роликов и кинотрейлеров выходит с его голосом. В данный момент официальный голос телеканала Ю (с 2013 года).
А также записывает аудиокниги.
Женат и имеет сына Марка.